# HCalendar

hCalendar(HTML iCalendar의 약어)는 HTML 클래스 및 rel 속성을 사용하여 웹 페이지에서 이벤트에 대한 아이캘린더 형식 달력 정보의 시맨틱 (X)HTML 표현을 표시하기 위한 마이크로포맷 표준이다.
분석 도구(예: 다른 웹사이트 또는 모질라 파이어폭스의 오퍼레이터 확장과 같은 브라우저 추가 기능)에서 이벤트 세부 정보를 추출하고 다른 웹사이트를 사용하여 표시하거나 색인화 또는 검색하거나 달력이나 일기에 로드할 수 있다. 예를 들어 프로그램. 여러 인스턴스를 타임라인으로 표시할 수 있다.

## 예시
다음과 같은 예시가 있다고 할 때:
```
   The English Wikipedia was launched
   on 15 January 2001 with a party from 
   2-4pm at 
   Jimmy Wales' house 
   (more information).

```

HTML 마크업은 다음과 같다:
```
<
p
>

    The English Wikipedia was launched 
    on 15 January 2001 with a party from 
    2-4pm at 
    Jimmy Wales' house 
    (
<
a
 
href
=
"http://en.wikipedia.org/wiki/History_of_Wikipedia"
>
more information
</
a
>
)

</
p
>

```

## 사용처
- 페이스북
- 구글(구글 지도, 검색 엔진 결과 페이지)
- 오페라 (웹 브라우저) 웹 브라우저 웹사이트
- 라디오 타임스
- 배스 대학교
- 워싱턴 대학교
- 위키백과
- 야후! 로컬